# Mikko Mäenpää
Mikko Ville Kalevi Mäenpää (* 19. April 1983 in Tampere) ist ein finnischer Eishockeyspieler, der zuletzt bei JYP Jyväskylä in der finnischen Liiga unter Vertrag stand.

## Karriere
Mikko Mäenpää begann seine Karriere als Eishockeyspieler in seiner Heimatstadt in der Nachwuchsabteilung von Tappara Tampere, in der er bis 2002 aktiv war. Anschließend wechselte der Verteidiger zu JYP Jyväskylä, für dessen Profimannschaft er in der Saison 2002/03 sein Debüt in der SM-liiga, der höchsten finnischen Spielklasse, gab. In neun Spielen blieb er dabei punktlos und erhielt vier Strafminuten. In der Folgezeit kam er regelmäßig für JYP in der SM-liiga zum Einsatz und bestritt zudem als Leihspieler sechs Partien in der zweitklassigen Mestis für Vaasan Sport und Mikkelin Jukurit. Nachdem er auch die Saison 2004/05 bei JYP Jyväskylä begonnen hatte, wechselte er im Januar 2005 zu dessen Ligarivalen Pelicans Lahti, für den er bis Saisonende in 32 Spielen zwei Tore vorbereitete. 

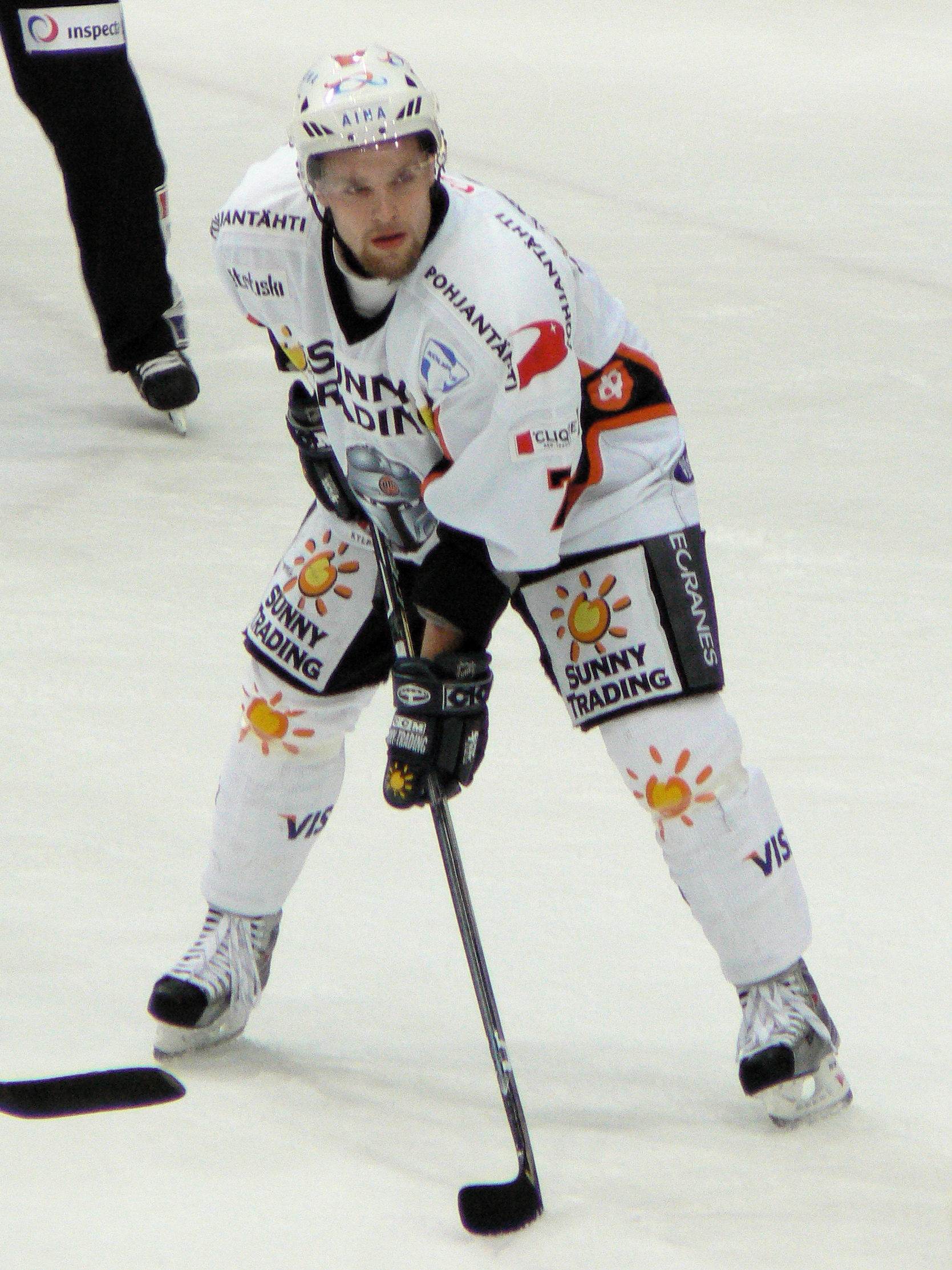
Mikko Mäenpää im Trikot von HPK Hämeenlinna, Januar 2008

Die komplette Saison 2005/06 verbrachte Mäenpää bei seinem Ex-Verein Mikkelin Jukurit in der Mestis, deren Meistertitel er mit seiner Mannschaft gewann. Anschließend erhielt er einen Vertrag bei HPK Hämeenlinna in der SM-liiga, in der er in der Saison 2006/07 in insgesamt 61 Spielen 45 Scorerpunkte, davon 17 Tore, erzielte und großen Anteil am Erreichen des dritten Platzes seiner Mannschaft in den Playoffs hatte. Aufgrund seiner guten Leistungen wurde er in dieser Spielzeit erstmals in das All-Star Team der SM-liiga gewählt. Im Juni 2007 unterschrieb der Linksschütze einen Vertrag bei den Columbus Blue Jackets aus der National Hockey League, spielte jedoch ausschließlich für deren Farmteam Syracuse Crunch in der American Hockey League, wobei er in sieben Spielen zwei Tore vorbereitete. Bereits im November 2007 kehrte er zu HPK Hämeenlinna in die finnische SM-liiga zurück, beendete die Saison 2007/08 jedoch beim Skellefteå AIK in der schwedischen Elitserien. 
Mäenpää spielte von 2008 bis 2010 erneut für HPK Hämeenlinna in der SM-liiga und wurde in der Saison 2009/10 mit seiner Mannschaft Vizemeister. Zudem wurde er selbst in dieser Spielzeit in das All-Star Team der SM-liiga gewählt. Die Saison 2010/11 verbrachte der finnische Nationalspieler beim Frölunda HC in der Elitserien. Für die Schweden erzielte er in 46 Spielen acht Tore und zehn Vorlagen. In der Saisonvorbereitung lief er zudem für Frölunda sieben Mal in der European Trophy auf. Zur Saison 2011/12 wurde er von Amur Chabarowsk aus der Kontinentalen Hockey-Liga verpflichtet. Für Amur absolvierte er 55 KHL-Partien, ehe er im Juli 2012 zum HK ZSKA Moskau wechselte. Für den ZSKA war er ebenfalls nur wenige Monate aktiv, da er im Januar 2013 innerhalb der KHL zum HC Lev Prag wechselte. Im Juni 2013 wurde sein Vertrag mit dem HC Lev um zwei Jahre verlängert und Mäenpää erreichte 2014 das Play-off-Finale der KHL mit dem Klub. 
Im August 2014 kehrte er zu JYP zurück, nachdem sich der HC Lev Prag vom Spielbetrieb der KHL zurückgezogen hatte. Mit JYP belegte er am Ende der Saison 2014/15 den dritten Platz. Anschließend wurde er im Juli 2015 vom Schweizer Club Ambrì-Piotta aus der National League A unter Vertrag genommen. In den folgenden zwei Jahren spielte Mäenpää für den Klub aus dem Tessin und erzielte in 88 NLA-Spielen 12 Tore und 54 Assists. 2016 wurde er in das Media All-Star-Team der Nationalliga gewählt. Nach dem Ende der Saison 2016/17 entschied  er sich für eine Rückkehr nach Finnland und wurde von JYP für drei Jahre unter Vertrag genommen. 2018 gewann er mit JYP die Champions Hockey League. Nach der Spielzeit 2019/20 verließ er den finnischen Erstligisten.

### International
Für Finnland nahm Mäenpää im Juniorenbereich an der U18-Junioren-Weltmeisterschaft 2001 teil, bei der er mit seiner Mannschaft die Bronzemedaille gewann. Im Seniorenbereich stand er im Aufgebot seines Landes bei den Weltmeisterschaften 2010 und 2012 sowie 2008, 2009, 2010, 2011, 2012, 2013, 2014, 2015 und 2016 bei der Euro Hockey Tour.

## Erfolge und Auszeichnungen
- 2006 Meister der Mestis mit Mikkelin Jukurit
- 2007 SM-liiga All-Star Team
- 2010 Finnischer Vizemeister mit HPK Hämeenlinna
- 2010 SM-liiga All-Star Team
- 2012 KHL All-Star Game
- 2016 Media All-Star-Team der National League A
- 2018 Gewinn der Champions Hockey League mit JYP Jyväskylä

### International
- 2001 Bronzemedaille bei der U18-Junioren-Weltmeisterschaft

## Karrierestatistik

### International
(Legende zur Spielerstatistik: Sp oder GP = absolvierte Spiele; T oder G = erzielte Tore; V oder A = erzielte Assists; Pkt oder Pts = erzielte Scorerpunkte; SM oder PIM = erhaltene Strafminuten; +/− = Plus/Minus-Bilanz; PP = erzielte Überzahltore; SH = erzielte Unterzahltore; GW = erzielte Siegtore; 1 Play-downs/Relegation; Kursiv: Statistik nicht vollständig)